# Beschlagwerk

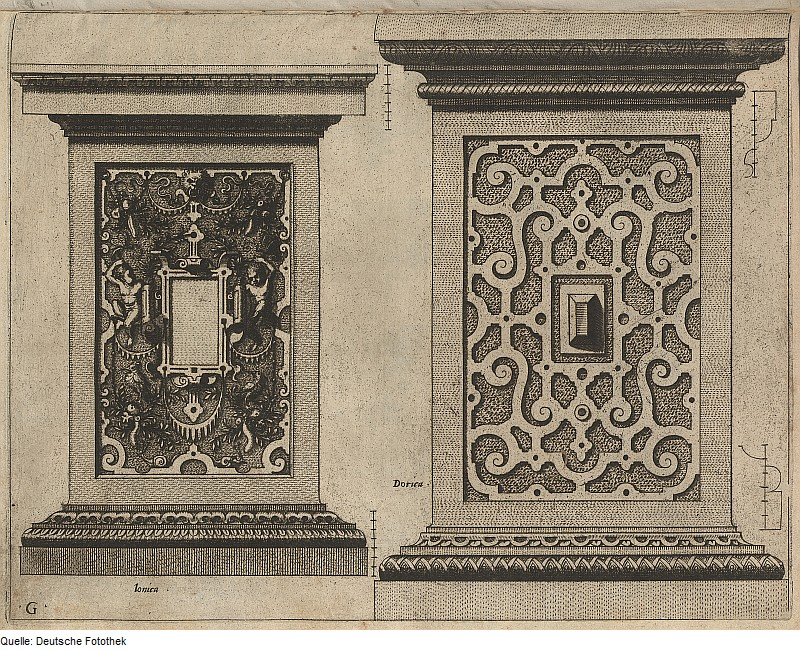
Ornamentstich für ein Beschlagwerk-Postament, Hans Vredemann de Vries, 1565

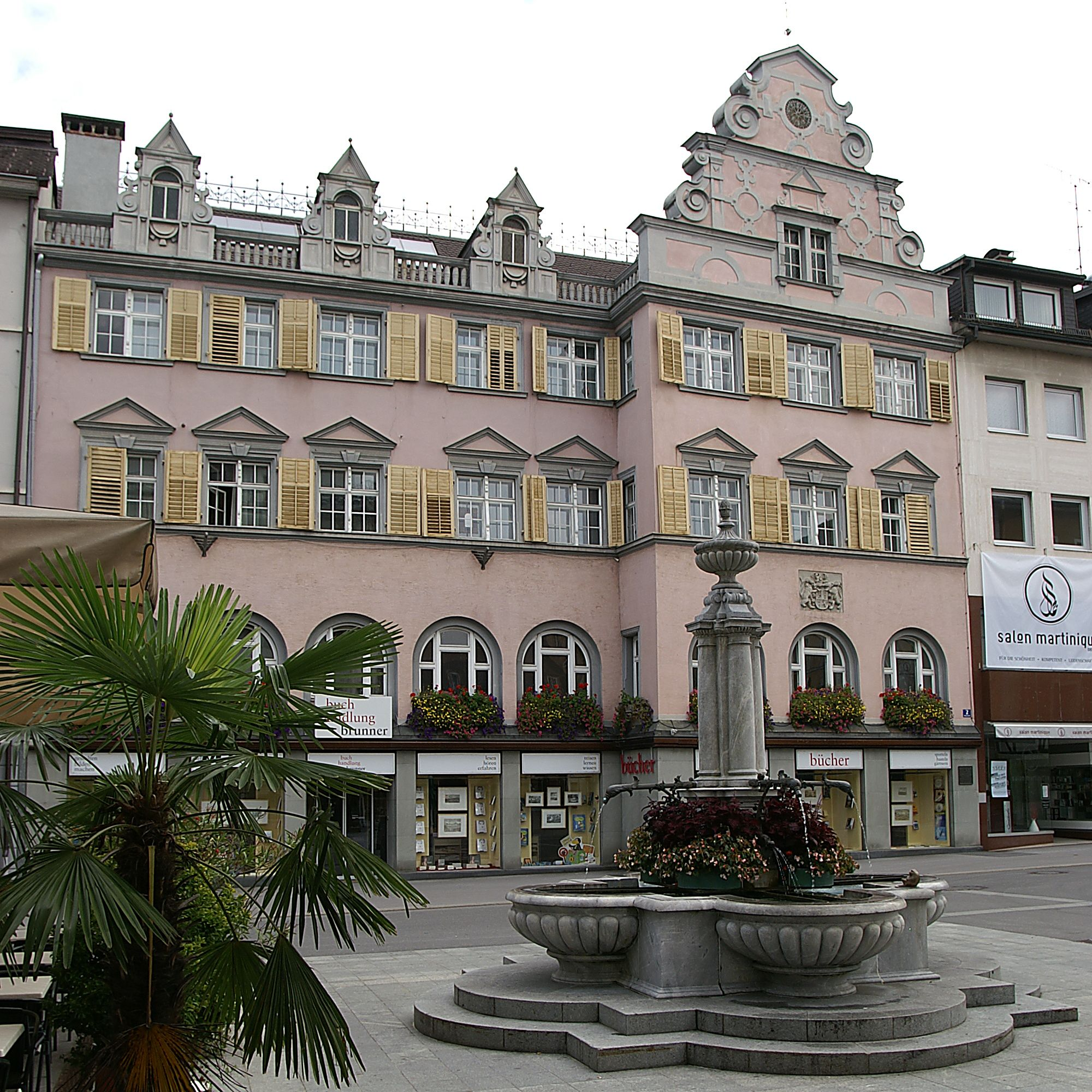
Beschlagwerk in der Giebelzone eines Bregenzer Bürgerhauses von 1889

Das Beschlagwerk ist ein in Architektur und Graphik um 1600 und zwischen 1870 und 1890 beliebtes Dekorationselement.
Das bandartige, flache, aus dem Rollwerk abgeleitete Ornament ahmt in symmetrischer Anordnung aufgenietete metallene Beschläge nach. Im späten 16. Jahrhundert wurde es in den Niederlanden entwickelt und verbreitete sich dann vor allem in Deutschland, wo es bis etwa 1620 in Gebrauch blieb.
In Verbindung mit eingerollten Bändern erscheint es beim Rollwerk, oft auch mit diesem gemischt. Teils gleichzeitige Ornamentformen sind Schweifwerk, Knorpel- und Ohrmuschelwerk.
Das Beschlagwerk geht auf den Antwerpener Bildhauer, Baumeister und Ornamentstecher Cornelis Floris  zurück. Er entwickelte zahlreiche neue Ornamentformen (Florisstil), die durch die Musterbücher von Vredeman de Vries verbreitet, aber auch abgewandelt wurden.
Die Neorenaissance griff zwischen 1870 und 1890 besonders gern Beschlagwerkmotive auf.